# August Rusch
August Rusch (* 17. Juli 2000) ist ein österreichischer Fußballspieler.

## Karriere
Rusch begann seine Karriere beim FC Dornbirn 1913. Ohne zuvor für die Zweitmannschaft gespielt zu haben, debütierte er im März 2018 für die erste Mannschaft der Vorarlberger in der Regionalliga, als er am 20. Spieltag der Saison 2017/18 gegen den SV Seekirchen 1945 in der Nachspielzeit für Lukas Fridrikas eingewechselt wurde. Bis Saisonende kam er zu einem weiteren Einsatz. In der Saison 2018/19 konnte er mit Dornbirn Meister der Regionalliga West werden und somit in die 2. Liga aufsteigen. In der Meistersaison kam Rusch zu vier Einsätzen.
Sein Debüt in der zweithöchsten Spielklasse gab er schließlich im Juni 2020, als er am 19. Spieltag der Saison 2019/20 gegen den SKU Amstetten in der 77. Minute für Leonardo Zottele ins Spiel gebracht wurde.
Zur Saison 2020/21 rückte Rusch in den Kader der Amateure der Dornbirner. Mit Beginn der Saison 2021/22 wechselte er zum SC Admira Dornbirn.